# Le Bec Hellouin

Le Bec-Hellouin este o comună în departamentul Eure, Franța. În 1 ianuarie 2022 avea o populație de 378 de locuitori.

## Monumente
- Mănăstirea Bec